# Monkey Businessmen
Monkey Businessmen (br.: Três camaradas elétricos) é um filme curta-metragem estadunidense de 1946, dirigido por Edward Bernds. Foi o 92º filme de um total de 190 da série com os Três Patetas, produzida pela Columbia Pictures entre 1934 e 1959.

## Enredo
Os Três Patetas trabalham com demolição mas se fazem passar por eletricistas e vão até o escritório do desafortunado cliente chamado "Sorridente'" Sam McGann (Fred Kelsey). Depois de muitos choques e destruição, os Patetas são despedidos por telefone. Curly avisa que guardou algo para os dias chuvosos e deixa os outros dois contentes mas quando pega seu guarda-chuva pensam que é uma piada. Mas eles lhe mostra dinheiro e então os Patetas resolvem descansar em uma clínica de repouso.
Eles se internam na Clínica Mallard sem saberem que o proprietário (Dr. Mallard, interpretado por  Kenneth MacDonald, em sua primeira aparição na série) é um trapaceiro que só quer tirar todo o dinheiro dos pacientes. O doutor os avisa que terão acompanhantes e os Patetas pensam tratarem-se de enfermeiras quando na verdade são dois capangas truculentos (Cy Schindell e Wade Crosby).
No dia seguinte, os Patetas vão para o ginásio de esportes e ao tentarem ajudar Curly retirando os pesos de um aparelho, eles inadvertidamente nocauteiam os capangas de Mallard. Enquanto estão atordoados, um dos bandidos conta sobre o plano de Mallard e os Patetas resolvem fugir, sendo perseguidos. Durante a perseguição, Moe e Larry ficam presos na sauna até que Curly a faz explodir abrindo a válvula do vapor até o máximo. Curly ainda tropeça num paciente numa cadeira de rodas com um pé enfaixado (Snub Pollard) e este percebe, após a queda, estar curado pois o pé não doera. Em agradecimento, ele dá aos Patetas uma recompensa de mil dólares. Curly propõe então irem para um "descanso", o que irrita os outros dois.

## A atuação de Curly
Monkey Businessmen foi filmado de 30 de janeiro a 2 de fevereiro de 1946, depois de um longo intervalo de sete meses na produção da série. Aos 42 anos de idade, Curly Howard havia sofrido vários pequenos derrames e teve prejudicada a sua atuação, ficando com a voz arrastada e reações lentas. O diretor iniciante Edward Bernds teve que contornar esses problemas do comediante ao mesmo tempo que aprendia a dirigir. Bernds esperava que o intervalo nas filmagens recuperasse Curly, mas não foi o que aconteceu.
A direção de Monkey Businessmen foi um pesadelo. Curly estava tão mal que seu irmão Moe Howard tinha que ajudá-lo a dizer as falas. Apesar da maior parte desse esforço não transparecer nas cenas, Moe pode ser visto cutucando Curly no escritório do Dr. Mallard, lembrando-o de dizer sua fala "I know: a nice big bowl of milk!".
Bernds relembra o penoso trabalho (tradução aproximada):
| “ | ...era estranho o jeito de Curly oscilar. Na sequência dos filmes e não na produção. Ele estava mal em A Bird in the Head e The Three Troubledoers, mas bem em Micro-Phonies, bem ruim em Monkey Businessmen e novamente se recupera pela última vez em Three Little Pirates. Em Monkey Businessmen, Curly estava em seu pior momento. Moe tinha que orientá-lo como a uma criança, pedindo para ele repetir linha por linha dos diálogos. Nós tinhamos que filmar Curly repetindo as falas até que conseguisse. | ” |

Para o crédito de Bernds, contudo, o resultado em cena é frenético, com muita energia, sendo considerado um dos melhores da fase final de Curly na série.